# Formica kozlovi
Formica kozlovi är en myrart som beskrevs av Gennady M. Dlussky 1965. Formica kozlovi ingår i släktet Formica och familjen myror. Inga underarter finns listade i Catalogue of Life.